# Batrachophrynus macrostomus
Batrachophrynus macrostomus је водоземац из реда жаба (Anura). 

## Угроженост
Ова врста се сматра угроженом.

## Распрострањење
Ареал врсте је ограничен на једну државу. 
Перу је једино познато природно станиште врсте.

## Станиште
Станишта врсте су језера и језерски екосистеми и слатководна подручја у Андима, на висинама од 3200 до 4300 метара.